# Lagocheirus binumeratus
Lagocheirus binumeratus är en skalbaggsart som beskrevs av Thomson 1860. Lagocheirus binumeratus ingår i släktet Lagocheirus och familjen långhorningar.
Artens utbredningsområde är:
- Belize.
- Costa Rica.
- Guatemala.
- Honduras.
- Nicaragua.
- Panama.

Inga underarter finns listade i Catalogue of Life.